# باوردو
باوردو (به لاتین: Bardu) یک شهرداری در نروژ است که در ترومس واقع شده‌است. باوردو ۲٬۷۰۳٫۸۹ کیلومتر مربع مساحت و ۴٬۰۰۵ نفر جمعیت دارد.

## خواهرخوانده
شهر بخش بیورهولم خواهرخواندهٔ باوردو هست.